# Bryan Mbeumo
Bryan Mbeumo (* 7. August 1999 in Avallon) ist ein französisch-kamerunischer Fußballspieler. Der Flügelspieler steht seit Juli 2025 beim englischen Erstligisten Manchester United unter Vertrag. Er entspringt der Akademie des ES Troyes AC und ist seit September 2022 kamerunischer Nationalspieler.

## Vereinskarriere

### ES Troyes AC
Mbeumo ist kamerunischer Abstammung und wechselte im Alter von 14 Jahren in die Jugendakademie des ES Troyes AC und wurde zur Saison 2016/17 in dessen Reservemannschaft befördert. In der fünften französischen Spielklasse erzielte er bereits in seiner ersten Spielzeit in 12 Einsätzen fünf Tore. Nachdem er in der Saison 2017/18 mit guten Leistungen in der zweiten Mannschaft auf sich aufmerksam machen konnte, folgte im Februar 2018 sein Debüt für die erste Mannschaft in der Ligue 1. Beim 1:0-Heimsieg gegen den FC Metz am 17. Februar (26. Spieltag) wurde er in der Schlussphase der Partie für Bryan Pelé eingewechselt wurde. Bis zum Saisonende 2017/18 kam er in drei weiteren Spielen zum Einsatz, musste jedoch den Abstieg in die zweitklassige Ligue 2 hinnehmen. Zu dieser Zeit kam er auch noch in der U-19-Mannschaft zum Einsatz, mit denen er im Mai 2018 den renommierten Coupe Gambardella gewinnen konnte. Er selbst erzielte beim 2:1-Sieg gegen den FC Tours im Stade de France beide Treffer für die ESTAC.
Am 14. August 2018 startete er beim 2:1-Auswärtssieg im Ligapokalspiel gegen die US Quevilly-Rouen Métropole erstmals für Troyes. Bereits zwei Wochen später konnte er im 3:1-Sieg gegen Clermont Foot in eben diesem Wettbewerb seinen ersten Pflichtspieltreffer erzielen. In der Liga profitierte er vom schwachen Saisonstart seiner Mannschaft, welche dadurch in die Abstiegsränge rutschten. Trainer Rui Almeida gab ihm nach seinen starken Leistungen ihm Pokal auch dort das Vertrauen gab und setzte ihn ab Ende August in der Startformation ein. Bereits am 21. September machte er beim 1:1-Unentschieden gegen den AC Le Havre sein erstes Ligator für Troyes. Die nächsten drei Spiele konnte in jedem Spiel je einmal treffen. Als fester Bestandteil der Stammauswahl Almeidas legte er mit der ESTAC einen danach einen starken Lauf hin. In der Rückrunde der Saison 2018/19 musste er mit seinem Verein lediglich eine Niederlage hinnehmen und drang auf den 3. Tabellenplatz vor, welcher dem Team die Teilnahme an den Aufstiegsplayoffs ermöglichte. Mit zehn Toren und drei Vorlagen trug er dazu wesentlich bei. Dort scheiterte man bereits im Halbfinale mit 1:2 am RC Lens.
Die Saison 2019/20 startete Mbeumo mit einem Treffer beim 2:0-Auswärtssieg gegen den Chamois Niort. Bis zu seinem Abgang Anfang August war er in 45 Pflichtspielen für Troyes zum Einsatz gekommen, in denen er 12 Tore und vier Vorlagen sammeln konnte.

### FC Brentford
Am 5. August 2019 wurde der Wechsel Bryan Mbeumos zum englischen Zweitligisten FC Brentford bekanntgegeben, wo er einen Fünfjahresvertrag unterzeichnete. Sein Debüt gab er am 10. August (2. Spieltag) beim 1:0-Auswärtssieg gegen den FC Middlesbrough. Am 31. August (6. Spieltag) traf er beim 3:0-Heimsieg gegen Derby County erstmals im Trikot der Bees und assistierte obendrein einen weiteren Treffer. In Torlaune kam der Flügelspieler endgültig ab Ende November 2019, beginnend mit einem Treffer beim 7:0-Heimsieg gegen den Aufsteiger Luton Town. Ab diesem Spiel traf er in den nächsten sieben Partien sechs Treffer und trug wesentlich dazu bei, dass sich Brentford in den Play-off-Rängen festsetzte.

### Manchester United
Im Juli 2025 wechselte er zu Manchester United und unterschrieb dort einen Vertrag bis 2030.

## Nationalmannschaft
Mitte Dezember 2015 absolvierte Mbeumo beim 2:1-Testspielsieg gegen Italien seinen einzigen Einsatz für die französische U-17-Nationalmannschaft.
Am 16. November 2018 debütierte er beim 1:1-Unentschieden im freundschaftlichen Länderspiel gegen die Schweizer Auswahl für die U20.
Von September 2019 bis September 2020 absolvierte Mbeumo sechs Partien für die französische U21-Nationalmannschaft.
Nachdem er im Juniorenbereich für Frankreich angetreten war, entschied er sich für einen Verbandswechsel und debütierte am 23. September 2022 für die kamerunische Nationalmannschaft.